# Wang Juan (zapaśniczka)
Wang Juan (chiń. upr. 王娟; pinyin Wáng Juān; ur. 14 kwietnia 1995) – chińska zapaśniczka w stylu wolnym. Olimpijka z Paryża 2024, gdzie zajęła czternaste miejsce w kategorii do 76 kg. Piąta na mistrzostwach świata w 2018 roku. 
Brązowa medalistka igrzysk azjatyckich w 2022, a także mistrzostw Azji w 2013 i 2023. Wicemistrzyni igrzysk wojskowych w 2019. Druga w Pucharze Świata w 2018 i 2022; trzecia w 2019. Wojskowa mistrzyni świata z 2018 roku.